# Acie Law
Acie Law IV (ur. 25 stycznia 1985 w Dallas) – amerykański koszykarz, występujący na pozycji rozgrywającego, po zakończeniu kariery zawodniczej trener koszykarski.

## NBA
W 2007 Acie Law został wybrany z 11. numerem draftu NBA do drużyny Atlanta Hawks. W meczach przedsezonowych Law zdobył 35 punktów w 4 meczach, jednak grał na niskiej skuteczności z gry, 7 razy rzucał za trzy, jednak każdy rzut był niecelny. Swój debiut w sezonie zasadniczym NBA to mecz przeciwko Dallas Mavericks w którym zagrał przez 14 minut i zaliczył 8 punktów. Ten mecz przeszedł do historii, ponieważ Atlanta, która w zeszłym sezonie nie weszła do play-offs pokonała najlepsza drużynę sezonu.

## Osiągnięcia
Na podstawie, o ile nie zaznaczono inaczej.
NCAA
- Uczestnik rozgrywek:
  - Sweet 16 turnieju NCAA (2007)
  - II rundy turnieju NCAA (2006, 2007)
- Zawodnik roku NCAA im. Chipa Hiltona (2007)[3]
- Laureat nagrody Bob Cousy Award (2007)[4]
- Zaliczony do:
  - I składu:
    - All-American (2007)
    - Big 12 (2007)
    - turnieju Big 12 (2006)
    - zawodników Big 12, którzy poczynili największy postęp (2005)

  - III składu Big 12 (2006)
  - składu All-Big 12 Honorable Mention (2005)
- Drużyna Texas A&M Aggies zastrzegła należący do niego numer 1

Drużynowe
- Mistrz:
  - Euroligi (2012, 2013)
  - Interkontynentalnego Pucharu FIBA (2013)
  - Grecji (2012)
- Wicemistrz Grecji (2013)
- Finalista pucharu Grecji (2012, 2013)